# Easton (Minnesota)
Easton és una població dels Estats Units a l'estat de Minnesota. Segons el cens del 2000 tenia 214 habitants.

## Demografia
Segons el cens del 2000, Easton tenia 214 habitants, 93 habitatges, i 57 famílies. La densitat de població era de 87,9 habitants per km².
Dels 93 habitatges en un 23,7% hi vivien nens de menys de 18 anys, en un 53,8% hi vivien parelles casades, en un 4,3% dones solteres, i en un 38,7% no eren unitats familiars. En el 29% dels habitatges hi vivien persones soles el 15,1% de les quals corresponia a persones de 65 anys o més que vivien soles. El nombre mitjà de persones vivint en cada habitatge era de 2,3 i el nombre mitjà de persones que vivien en cada família era de 2,88.
Per edats la població es repartia de la següent manera: un 20,6% tenia menys de 18 anys, un 8,4% entre 18 i 24, un 25,7% entre 25 i 44, un 25,2% de 45 a 60 i un 20,1% 65 anys o més.
L'edat mediana era de 42 anys. Per cada 100 dones de 18 o més anys hi havia 102,4 homes.
La renda mediana per habitatge era de 28.125 $ i la renda mediana per família de 30.625 $. Els homes tenien una renda mediana de 25.000 $ mentre que les dones 18.750 $. La renda per capita de la població era de 17.095 $. Entorn de l'11,1% de les famílies i el 14,7% de la població estaven per davall del llindar de pobresa.

## Poblacions més properes
El següent diagrama mostra les poblacions més properes.